# Армашевка
Армашевка (укр. Армашівка; до 2016 г. — Орджоники́дзе, до 1936 г. — Малигоново-Дворянское) — село, относится к Ширяевскому району Одесской области Украины.
Расположено на реке Средний Куяльник на расстоянии 47 км от районного центра Ширяево, 32 км до ближайшей железнодорожной станции Весёлый Кут. В состав сельсовета входят также сёла Бердыново, Крыжановка, Жуковское, Синицино.
Население по переписи 2001 года составляло 724 человека. Почтовый индекс — 66850. Телефонный код — 4858. Занимает площадь 3,05 км². Код КОАТУУ — 5125484401.
Развито овцеводство, земледелие, виноградарство, садоводство.
Школа, библиотека, Дом культуры.
12 мая 2016 года Постановлением Верховной Рады Украины № 1353-VIII «О переименовании отдельных населённых пунктов», село Орджоникидзе Ширяевского района было переименовано в село Армашевка.

## Местный совет
66850, Одесская обл., Ширяевский р-н, с. Армашевка, ул. Центральная, 9